# Castello di Frauenthal
Il castello di Frauenthal è un edificio storico a Deutschlandsberg, nell'omonimo distretto, in Stiria. La sua storia risale al XVI secolo. Attualmente appartiene al Casato di Liechtenstein ed è utilizzato come scuola.

## Storia
Il castello fu costruito nel 1542 come residenza per aristocratici ed ampliato nel 1675. In origine fu chiamato in onore di Sant'Ulrico, mentre la cappella del castello è chiamata in onore di San Giuseppe. Dal 1812 al 1820 il castello vide i suoi tempi d'oro sotto il suo proprietario il conte Moritz von Fries. Nel 1820 la proprietà fu trasferita al Casato di Liechtenstein.